# Artamonov (cráter)
Artamonov es un cráter de impacto lunar que se encuentra en la cara oculta de la Luna. El borde externo erosionado de Artamonov no tiene la forma circular de la mayoría de los cráteres lunares, y en su lugar tiene la forma general de tres o cuatro cráteres fusionados. La mayor de estas formaciones está en el sur, con pequeñas protuberancias circulares hacia el norte y el este.
|  |  |

El piso interior de Artamonov ha resurgido por los flujos posteriores de lava basáltica, dejando un suelo relativamente plano, sin rasgos que más oscuros debidos a un albedo inferior. El suelo del cráter está débilmente marcado por las eyecciones en tonos más claros del cráter Giordano Bruno situado hacia el norte.
Una formación lineal de cráteres designada Catena Artamonov se encuentra junto al extremo noreste de Artamov, siguiendo un curso hacia el sureste. Cerca de los aparecen los cráteres Maxwell y Lomonosov al noroeste, y Edison hacia el oeste. Al este-noreste está un cráter más pequeño, Espin, mientras que la pequeña formación Malyy se encuentra al sursureste.